# Макуха, Александр Николаевич
Александр Михайлович Макуха (род. 21 октября 1981) — российский легкоатлет, специалист по бегу на короткие дистанции. Выступал на профессиональном уровне в начале 2000-х годов, победитель и призёр первенств всероссийского значения, участник ряда крупных международных стартов, в том числе чемпионата Европы в помещении в Вене. Представлял Томскую область. Мастер спорта России.

## Биография
Александр Макуха родился 21 октября 1981 года.
Впервые заявил о себе на всероссийском уровне в сезоне 2000 года, когда на чемпионате России среди юниоров в Краснодаре одержал победу в беге на 200 метров и стал бронзовым призёром в беге на 400 метров.
В 2001 году стартовал на зимнем чемпионате России в Москве и на летнем чемпионате России в Туле.
В 2002 году в дисциплине 200 метров выиграл серебряную медаль на зимнем чемпионате России в Волгограде. Благодаря этому успешному выступлению вошёл в основной состав российской сборной и выступил на чемпионате Европы в помещении в Вене — здесь с результатом 21,58 остановился на предварительном квалификационном этапе. Также в этом сезоне занял четвёртое место на Мемориале братьев Знаменских в Туле, принял участие в летнем чемпионате России в Чебоксарах.
В 2003 году в беге на 200 метров взял бронзу на зимнем чемпионате России в Москве, по окончании сезона завершил спортивную карьеру.